# Asima Chatterjee
Asima Chatterjee (en bengali : অসীমা চট্টোপাধ্যায়), née le 23 septembre 1917 à Calcutta et morte le 22 novembre 2006 dans la même ville, est une chimiste indienne reconnue pour ses travaux en chimie organique et en phytochimie. Parmi ses travaux les plus connus figurent ses recherches sur les vinca-alcaloïdes et le développement de substances anti-épileptiques et anti-malaria. Elle a également publié de très nombreux travaux portant sur les plantes médicinales du sous-continent indien.

## Biographie
Asima Chatterjee naît le 23 septembre 1917 à Calcutta, en Inde (alors colonie du Royaume-Uni). Après d'excellentes études dans cette ville, elle s'inscrit au Scottish Church College à l'Université de Calcutta, où elle obtient un diplôme en chimie avec les honneurs en 1936,.
En 1938, Asima Chatterjee obtient un "Masters degree" en chimie organique, puis entreprend un travail de doctorat à l'Université de Calcutta où elle mène des recherches sur la chimie des produits végétaux et la chimie organique synthétique. Parmi les chercheurs qui dirigent ses travaux figurent notamment Prafulla Chandra Roy et le professeur S. N. Bose.
En 1940, Asima Chatterjee rejoint le Lady Brabourne College à l'université de Calcutta, en tant que fondatrice et directrice du département de chimie. En 1944, Chatterjee est la première femme à obtenir un diplôme de doctorat en science dans une université indienne. En 1954, elle rejoint l'University College of Science de l'université de Calcutta, en tant que lectrice (reader, titre équivalent à associate professor) en chimie pure. En 1962, Chatterjee obtient le "Khaira professorship of Chemistry", une chaire prestigieuse de l'université de Calcutta, qu'elle occupe jusqu'en 1982.
En 1972, elle devient Coordinatrice honoraire du Programme d'assistance spécial pour aider à intensifier l'enseignement et la recherche en matière de chimie des produits naturels, un programme élaboré par l'University Grants Commission en Inde.
Asima Chatterjee reçoit plusieurs distinctions. En 1960, elle devient "Fellow" de l'Indian National Science Academy de New Delhi. En 1961, elle reçoit le Shanti Swarup Bhatnagar Award en sciences de la chimie, qu'elle est la première femme à recevoir. En 1975, elle reçoit le Padma Bhushan et devient la première femme scientifique à devenir Présidente générale de l'Indian Science Congress Association. Plusieurs universités lui décernent un diplôme honoris causa. En février 1982, elle est nommée membre du Rajya Sabha par le Président de l'Inde, et le reste jusqu'en mai 1990.
Asima Chatterjee est morte le 22 novembre 2006 à Calcutta.

## Distinctions
- "Premchand Roychand Scholar" à l'Université de Calcutta[3].
- Le 23 septembre 2017, google l'honore dans son Doodle, pour les 100 ans de son anniversaire.